# 한솔에코패키징
한솔에코패키징 주식회사는 강원특별자치도 횡성군에 본사를 둔 식품 위생용 종이 상자 및 용기 제조업으로, 한솔제지의 자회사이다.

## 역사 및 현황
1981년 1월에 설립되었으며, 2002년에 주식회사로 전환되었다. 2021년 12월에는 에드파를 흡수합병하였고, 2022년 1월에는 한솔제지의 자회사에 편입됨에 따라 2023년 8월에 상호를 한솔에코패키징으로 변경하였다.

### 내용주
1. ↑  실제 설립일
2. ↑  법인 전환일